# Oxyonchus problematicus
Oxyonchus problematicus is een rondwormensoort uit de familie van de Enoplidae.